# Ronald Jenkees

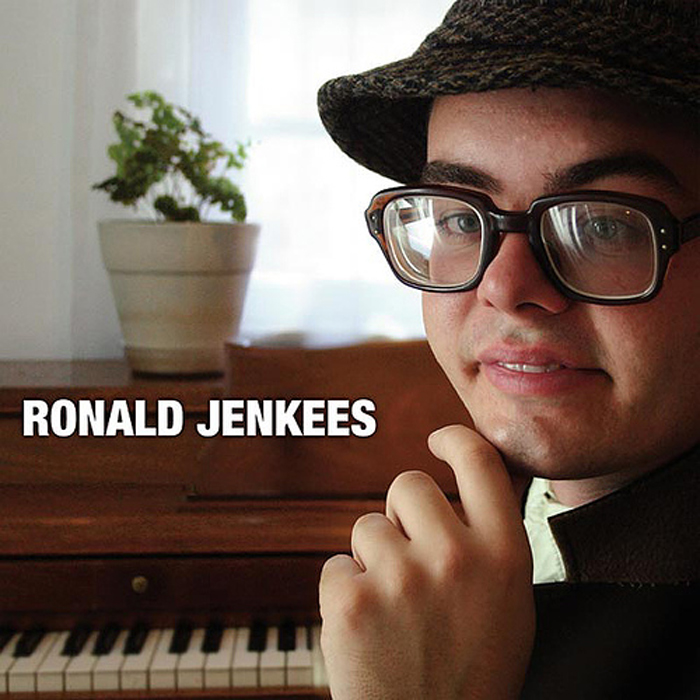
Ronald Jenkees

Ronald Jenkees (* 25. März 1988) ist ein US-amerikanischer Komponist und Arrangeur, der hauptsächlich über YouTube bekannt wurde.

## Biographie
Laut eigenen Angaben begann er bereits im Alter von vier Jahren, Musik zu spielen, als er von seinen Eltern während eines Krankenhausaufenthalts ein Keyboard geschenkt bekam. Auf diesem Keyboard erlernte er einfache Melodien und spielte mit Freunden. Während der siebten Klasse nahm er Klavierunterricht, was sich allerdings nicht als erfolgreich herausstellte. Dennoch spielte er auf seinem neuen Yamaha PSR-500 weiter und begann, die Sequencer- und Layer-Funktionen des Keyboards zu nutzen, mit dessen Ergebnissen er Hip-Hop-Musik kreierte. In der High-School ließ ihn der Leiter des Spielmannszugs, obwohl er nicht in der Lage war Noten zu lesen, seine eigenen Keyboard-Stücke komponieren. Dabei wurde ihm auch nahegelegt, sich mit dem Verständnis für Noten zu beschäftigen.
Neuen Enthusiasmus weckte bei ihm das Programm FL Studio, mit dessen Hilfe er begann seit 2003 erste Stücke unter dem Pseudonym Big Cheez zu veröffentlichen. Unter diesem Namen produzierte er im Jahr 2005 das Album straight laced. von Fish. Im Jahr 2006 begann Ronald erste Videos von sich auf YouTube zu veröffentlichen, die zunächst nur als Spaß gedacht waren. Später veröffentlichte er auch erste Stücke, von denen einige überraschend großen Erfolg hatten und mehrere Millionen Aufrufe verzeichnen konnten. Unterstützt wurde er dabei von Attack of the Show! (AOTS) und dem Magazin Paste. Der Durchbruch gelang, als Bill Simmons von ESPN.com über ihn berichtete und ihm nahelegte, einen eigenen Podcast zu leiten.
Im Jahr 2007 veröffentlichte er als freischaffender Künstler sein erstes Studioalbum Ronald Jenkees. Dadurch zunehmend bekannt geworden, wirkte er im Juni 2009 an dem Album Peaceblaster: The New Orleans Make It Right Remixes von STS9 mit und erstellte einen Remix von Beyond Right Now. Am 31. Juli 2009 veröffentlichte er sein zweites Album Disorganized Fun. Nach drei Jahren Pause am 30. November 2012 erschien sein neues Album Days Away.

## Stil
Er selbst spielt hauptsächlich auf dem Keyboard und erstellt die Rhythmen mit Hilfe eines Sequenzers. Musikalisch fallen die meisten seiner Stücke in den Bereich von Techno und Rock, wobei er auch immer wieder eigene Rap-Einlagen einfließen lässt.

## Diskografie

### Alben
- 2005: straight laced. von Fish (als Big Cheez)
- 2007: Ronald Jenkees
- 2009: Disorganized Fun
- 2012: Days Away
- 2014: Alpha Numeric
- 2017: Rhodes Deep